# Oost-Sachalingebergte
Het Oost-Sachalingebergte (Russisch: Восточно-Сахалинские горы; Vostotsjno-Sachalinskieje gory) of Oostelijk Gebergte (Восточный хребет; Vostotsjny chrebet) is een systeem van en echelon (parallel, subparallel of trapsgewijs) verlopende middelgebergteruggen in het oostelijk deel van het Russische eiland Sachalin, dat parallel verloopt aan het veel langere West-Sachalingebergte. Het heeft een lengte van 280 kilometer en is tot 85 kilometer breed en tot 1609 meter hoog (de berg Lopatina). Een andere hoge piek is de Sokolov (1125 meter) in het zuidelijk deel van het gebergte.
De bergen zijn sterk doorsneden door valleien met steile breukhellingen en bestaan hoofdzakelijk uit een anticlinoriaal complex van metamorf gesteente met intrusies uit het Paleozoïcum en Mesozoïcum. Er komt seismiciteit voor, met name aan oostzijde. Het gebergte ligt in een gebied met een moessonklimaat met strenge winters (januari gemiddeld -14°C) en, als gevolg van de afkoelende werking van de Zee van Ochotsk, koele zomers (augustus gemiddeld +16°C). De jaarlijkse neerslag varieert tussen de 600 en 1000 millimeter en valt met name in de zomer en de herfst.
De hellingen zijn begroeid met spar en zilverspartaiga, kreupelbosachtige goudberk en struikgewas van Siberische dwergden. Hogerop groeit op plekken (met name rond de toppen) bergtoendra en naar de kust toe (aan oostzijde) bevinden zich oude terrassen met kreupelbos en oceanisch grasland.